# ブルー (渡辺真知子の曲)
「ブルー」は渡辺真知子の楽曲で、3枚目のシングル。1978年8月21日CBSソニーレコード（現・ソニー・ミュージックエンタテインメント）より発売。
累計売り上げは33.3万枚。

## 概要
渡辺はこの曲について「3曲目で初めて『自由に作っていいよ』と言われて思うがままに作った曲なので、（自分にとって）とても可愛い曲」と語っている。また、「1978年はテレビ出演等で多忙を極めて睡眠時間をとれず、（同様に当時売れっ子であった）中原理恵と二人で（過労で倒れるときの）『美しい倒れ方』の練習をしていた」という趣旨の発言をしている。
松任谷由実も、雑誌の渡辺との対談で「歌詞がいつもいまひとつ」という旨の厳しい指摘をしながらも「ブルー」に関しては手放しで賞賛していた。渡辺自身も、10枚目のアルバム『B♭m 愛することだけすればよかった』で、この曲を別アレンジで再録音している。
B面の「光るメロディ」について、「迷い道が思わぬ大ヒットになって、服装や話し方などすべてにおいて、それまでの生活が一変したことに対する混乱と戸惑いが現れた曲」という趣旨のコメントをしている。電車の窓の外を流れる景色を「光るメロディ」と表現する一方で、「誰も私を見ないで」「都会が鳥かごなら私は逃げた鳥」「止まり木を探し続けて飛び疲れ果てる」といった歌詞に、当時の渡辺自身の心象風景が描かれている。
なお、シングルレコード（市販品）のレーベル面は、CBSソニー盤ではおなじみのオレンジ色のほかに「ブルー」色のものが存在する。

## 収録曲
1. ブルー
  - 作詞・作曲：渡辺真知子／編曲：船山基紀
2. 光るメロディ
  - 作詞・作曲：渡辺真知子／編曲：船山基紀

## カバー
- 矢野顕子 - テレビで「ブルー」を聴いて気に入り、1980年代のスタジオライブでピアノ弾き語りでカバー。坂本龍一の『サウンドストリート』などで放送された。
  - 1981年8月21日にはNHK-FM『サウンド・オブ・ポップス』で矢野が渡辺と共演し、渡辺の前で矢野が「ブルー」の弾き語りを披露。矢野は「この曲大好き!」と思い入れを語り、渡辺も「ぜひ歌ってください、印税払いますから。テープください」と言って喜んでいた。また同番組では、渡辺の新曲「唇よ、熱く君を語れ」を矢野と渡辺がデュエットした。
- 岩崎宏美 - 2003年のカバー・アルバム『Dear Friends』に「ブルー」を収録。
- 藤井風 - 2017年にYoutubeチャンネル「solakaze」でピアノカバー。